# Eteia, a Extraterrestre em Sua Aventura no Rio
Eteia, a Extraterrestre em Sua Aventura no Rio é um filme brasileiro de 1984, escrito e dirigido por Roberto Mauro, produzido pela Lumiere Internacional Filmes do Brasil e distribuído pela União Cinematográfica Brasileira (U. C. B.). “Etéia” é uma paródia, com características de chanchada e também uma continuação não autorizada do filme de ficção científica “E.T. O Extraterrestre”. Gravado em 35mm, o filme possui atualmente apenas uma cópia localizada no Rio de Janeiro.

## Elenco
- Zezé Macedo como Etéia[1]
- Eliezer Motta como detetive[1]
- Claudioney Penedo como médico[1]
- Lauro Sena como médico[1]
- Cristina Valença como noiva[1]
- Wilson Grey como judeu[1]
- Sonia Vieira como apresentadora de televisão[1]
- Mario Lute como noivo[1]
- José Carlos Sanches como Cacau[1]
- Chaguinha como delegado[1]
- Frances de Oliveira como mulher metamorfose[1]
- Ana Maria de Souza como garota metamorfose[1]
- Célia Cruz como mulher metamorfose[1]
- Margarida Reis como mulher metamorfose[1]
- Eder Benmyara Vidal como Beto[1]
- Marly Mendes como garota 1[1]
- Ralf Scwarzberg como americano[1]
- Sergio Gabriel como africano[1]
- Edgar Martorelli como francês[1]
- Salim Youssef Elias como russo[1]
- Nelson Wagner como brasileiro[1]
- Radar como policial 1[1]
- Walter Santana como policial 2[1]